# Crackdown (serie)
Crackdown es una serie de videojuegos de acción y aventura de mundo abierto creados por David Jones y publicados por Xbox Game Studios. La serie se desarrolla en una ciudad futurista distópica controlada y vigilada por una organización policial llamada la Agencia. Los juegos se centran en los supersoldados de la Agencia, conocidos como "Agentes", que luchan contra amenazas que van desde varios sindicatos criminales, un grupo terrorista conocido como "Cell" y monstruos similares a zombis llamados "Freaks".>
Varios desarrolladores de juegos han desarrollado juegos de la serie. El primer juego, Crackdown, fue completado por Realtime Worlds el 20 de febrero de 2007 y una secuela titulada Crackdown 2 fue desarrollada por Ruffian Games el 6 de julio de 2010. Ambos juegos fueron lanzados para la Xbox 360. Una tercera entrega, Crackdown 3 desarrollada por Sumo Digital, fue lanzada el 15 de febrero de 2019 para Xbox One y Microsoft Windows. El juego ha tenido una recepción crítica positiva y ganó varios premios de videojuegos. Los críticos elogiaron el juego de disparos en tercera persona estilo sandbox por permitir la capacidad de causar una destrucción masiva en un juego no lineal, al mismo tiempo que criticaron a la serie por carecer de una historia real. La serie ha obtenido una recepción mayoritariamente positiva y un éxito comercial.

## Títulos
| 2007 | Crackdown   |
| 2008 |             |
| 2009 |             |
| 2010 | Crackdown 2 |
| 2011 |             |
| 2012 |             |
| 2013 |             |
| 2014 |             |
| 2015 |             |
| 2016 |             |
| 2017 |             |
| 2018 |             |
| 2019 | Crackdown 3 |

### Crackdown
Crackdown se lanzó el 20 de febrero de 2007 para la consola Xbox 360. Originalmente en desarrollo para la consola Xbox en 2002, Microsoft sugirió en 2004 que Realtime Worlds lanzara el juego para la entonces próxima Xbox 360. Se mostró una demostración en la convención E3 de 2006. Debido al interés vacilante en los probadores de jugadores durante el desarrollo tardío del juego, Microsoft decidió lanzarlo con códigos de acceso a la beta multijugador de Halo 3 para ayudar a sus ventas durante el lanzamiento.
El juego se desarrolla en Pacific City, una metrópolis distópica que sufre un aumento en la tasa de criminalidad. Los sindicatos criminales, a saber, Los Muertos, The Volk y The Shai-Gen Corporation, han tomado el control de sus tres territorios principales y están armados con armas de grado militar que dificultan que las fuerzas del orden los combatan. Una organización secreta conocida como la Agencia se encargó de eliminar el crimen organizado de la ciudad utilizando sus amplios recursos y seres humanos genéticamente modificados llamados Agentes. El Agente derribó con éxito a cada sindicato criminal, pero más tarde se descubrió que fue la propia Agencia la que proporcionó armas a los criminales. Planearon que la ciudad se hundiera en la anarquía para poder intervenir, detener a los criminales y ser aclamados héroes cuando tomaran el control.

### Crackdown 2
Aunque Realtime Worlds confirmó que crearían una serie para seguir el éxito del primer "Crackdown", los retrasos en el presupuesto entre Microsoft y Realtime provocaron que el desarrollador cancelara la secuela. Sin embargo, Microsoft todavía poseía la propiedad intelectual de "Crackdown" y contrató a la compañía de desarrollo escocesa Ruffian Games para crear el juego.  En la conferencia E3 de 2009 se lanzó un tráiler de Crackdown 2.
La secuela tiene lugar 10 años después de los acontecimientos del primer juego. Mientras que el crimen organizado ha sido reprimido en Pacific City, un grupo terrorista que se hace llamar "Cell" inició una revuelta para derrocar a la Agencia, que ha tomado el control de la ciudad. La líder de Cell y ex científica de la Agencia, llamada Catalina Thorne, liberó una cepa mortal del virus "Freak" que infectó a muchos ciudadanos y los convirtió en monstruos sin mente llamados Freaks. La Agencia intentó detener esta epidemia construyendo el Proyecto Sunburst, un arma que usaba la luz del sol para destruir a los Freaks. Sin embargo, Cell tomó el control de los generadores del Proyecto Sunburst antes de que la Agencia pudiera usar el arma. Esto obligó a la Agencia a enviar a su Agente más nuevo y mejor equipado para combatir tanto a los terroristas como a los Freaks. El Agente logró recuperar los generadores de Cell, incluso cuando estuvo casi abrumado cuando los Agentes anteriores del primer juego lo encontraron y lo atacaron. Sin embargo, cuando intentó activar la baliza principal, Thorne apareció en un helicóptero y trató de destruirlo usando las torretas. El Agente se sacrificó saltando sobre las aspas del helicóptero, dañándolo gravemente y obligando a Thorne a retirarse. El Proyecto Sunburst destruyó con éxito a todos los Freaks en Pacific City, y el lugar finalmente estuvo a salvo. Una escena poscréditos muestra a Thorne después de sobrevivir al accidente, estudiando la mano desmembrada del Agente, que había aterrizado en su helicóptero durante su sacrificio.

### Crackdown 3
Sumo Digital desarrolló un tercer juego, con instrucciones del creador del juego original, David Jones. El juego fue revelado como Crackdown 3 durante la conferencia de prensa de Microsoft en Gamescom 2015 el 4 de agosto de 2015. La revelación original mostró la capacidad de los jugadores para destruir los rascacielos del mundo del juego y hacer que se derrumben dinámicamente. Crackdown 3 lleva a la serie de regreso a sus raíces de lucha contra sindicatos criminales, con el director creativo de Microsoft Studios, Ken Lobb, afirmando que el juego se desarrollará en el futuro del primer juego, pero representa una línea de tiempo alternativa a la que proporcionó Crackdown 2. El desarrollador anterior Ruffian Games brindó asistencia adicional para el desarrollo del juego. El juego originalmente estaba previsto que se lanzara para Xbox One y Microsoft Windows el 7 de noviembre de 2017, pero se retrasó hasta 2019. El juego se lanzó el 15 de febrero de 2019 y recibió críticas mixtas.
Según muchos críticos, el juego hizo poco por cambiar el ciclo de juego central de los títulos anteriores y parecía que era el mismo. Los críticos del juego se apresuraron a señalar que los entornos destructibles que se mostraron al principio no se veían en el modo para un jugador, ya que ese aspecto del juego se convirtió en un modo multijugador. Muchos fanáticos de la serie han especulado que el juego de destrucción mostrado en el E3 2015 se cambió en el lanzamiento final debido a que interfería con la mecánica de juego esencial por la que la serie se ha destacado. Las mecánicas a las que se hace referencia son el sistema de desplazamiento tipo parkour, que juega un papel importante en el combate, así como los orbes esparcidos por el mundo del juego en la parte superior de los rascacielos.
Crackdown 3 agregó mecánicas de desplazamiento adicionales en el mundo del juego. En lugar de solo aumentar la altura del salto, la agilidad les dio a los jugadores la capacidad de tener un mayor control sobre su movimiento aéreo con el uso de propulsores en el traje de la Agencia. También se implementó un sistema de movimiento tipo airdash, lo que hizo que atravesar edificios y calles del mundo del juego fuera más ágil en comparación con los juegos anteriores. Los vehículos también recibieron una mejora en la jugabilidad, lo que permitió a los jugadores cambiar la forma del vehículo del agente a varias formas como Lightning (supercoche), Spider (Buggy/SUV) y Minotaur (tanque, vehículo blindado de la Agencia) sin tener que ir a un punto de suministro. Los vehículos también recibieron opciones de movimiento adicionales, como un golpe lateral y la capacidad de subir por las paredes de los edificios. Varias habilidades también estaban ocultas en el mundo del juego, como el traje con alas, que se podía recibir al principio del juego, a diferencia de Crackdown 2, donde era la recompensa final por agilidad.

## Elementos comunes

### Jugabilidad
Con la intención de ir más allá del estilo de juego sandbox que se hizo popular con Grand Theft Auto III, el desarrollador Realtime Studios pasó tiempo con varios evaluadores, así como con antiguos desarrolladores de la serie Grand Theft Auto, experimentando y refinando el género, con el uso de contenido, elementos y recompensas adicionales. El creador David Jones describió el concepto del juego como "¿cómo recompensamos a alguien por simplemente divertirse?" En cada juego, los jugadores asumen el papel de agentes de la ley con superpoderes, llamados Agentes, que protegen Pacific City con el uso de vehículos y armas de alta tecnología. Los jugadores pueden elegir diferentes razas para sus Agentes, y la secuela agregó la capacidad de personalizar el color de su armadura. Con una cámara en tercera persona, el agente puede acabar con los enemigos disparándoles con armas de fuego, haciéndolos estallar con explosivos o en combate cuerpo a cuerpo.
Al ser un ser humano genéticamente mejorado, el agente tiene varias habilidades, a saber, "Fuerza" (poder de golpear y levantar objetos), "Agilidad" (saltar y velocidad de movimiento), "Conducir" (manejar vehículos), "Explosivos" (crear explosiones) y "Armas de fuego" (habilidad de tiro). Estas habilidades se pueden mejorar recolectando orbes específicos y matando enemigos. Mejorar la fuerza y la agilidad aumenta la fisicalidad del agente. Mientras que mejorar la conducción, los explosivos y las armas desbloquea nuevos vehículos y armas. El agente también está cubierto con una armadura de alta tecnología que tiene un escudo recargable que lo protege del daño. La armadura también evoluciona a medida que el agente mejora sus habilidades, volviéndose más gruesa y voluminosa. Crackdown 2 mejoró esta jugabilidad al permitir al jugador desbloquear nuevas habilidades de armadura, como una habilidad de golpe de tierra que causa poderosas ondas de choque, una habilidad de carga, un traje de alas y propulsores que le dan al agente la capacidad de planear. El jugador también puede jugar a varios minijuegos, como carreras a pie o en vehículos, así como acrobacias aéreas y callejeras.
El modo multijugador también está disponible en todos los juegos que utilizan los mismos elementos de juego en el modo para un jugador. El primer juego "Crackdown" ofrecía a los jugadores un modo cooperativo de hasta 2 jugadores. El segundo juego "Crackdown" mejoró el modo cooperativo para acomodar a 4 jugadores y también agregó nuevos modos como Rocket Tag, Vehicle Tag, Capture the Orb, Deathmatch y Team Deathmatch. Crackdown 3 amplió aún más el modo cooperativo de la serie al permitir la participación de más de 8 jugadores, además de ser el primero en tener un entorno sandbox totalmente destructible en el modo multijugador.

### Gráficos
La serie es conocida por su uso artístico de elementos visuales cel-shading junto con sus ricas paletas de colores, ambiente estilizado y sombras nítidas y fuertes en tiempo real. El desarrollador Realtime Worlds estuvo fuertemente influenciado por el arte de los cómics al crear el primer juego "Crackdown" y usaron contornos resaltados similares a tinta para darle una sensación de cómic. El juego también fue elogiado por su uso de grandes distancias de dibujo, algo que rara vez se veía en otros juegos de mundo abierto de su época. Crackdown 2 tenía una ambientación más ruinosa y postapocalíptica, pero aun así utilizaba el mismo motor. Ruffian Games utilizó un sistema de multitudes más avanzado, que permite que haya más NPC en el juego sin afectar el flujo del mismo. Ruffian further tweaked Crackdown's draw distances by rendering the engine to allow the display of a larger vista of Pacific City.

### Música
La banda sonora de cada juego está compuesta por música con licencia de una variedad de músicos comerciales, independientes y de videojuegos. El supervisor musical de Crackdown, Peter Davenport, recibió permiso de Microsoft para seleccionar música de cualquier fuente para el juego. Decidió darle un aire electrónico "oscuro y siniestro", así que seleccionó música de Amon Tobin, Atlas Plug, Celldweller y Hybrid que puso en cada misión y premisa. En Crackdown 2, se usó música de Public Enemy, Bob Dylan, Johnny Cash, R.E.M. y Whodini para darle al juego un aire rebelde.

## Otros medios
Microsoft también publicó un webcomic titulado Pacific City Archives para acompañar el lanzamiento mundial de Crackdown 2. Con más de 5 episodios, la serie de webcomics cerró la brecha entre el primer y el segundo juego de Crackdown al ampliar la historia de los personajes y la tradición del juego. El Agente también es un personaje desbloqueable en el juego de Xbox Live Arcade Perfect Dark.

## Recepción y legado
El primer juego fue un éxito comercial y de crítica, y se convirtió en el juego más vendido el 22 de febrero de 2007, durante su primera semana de lanzamiento en Norteamérica, Japón y el Reino Unido. El juego fue el más vendido en América del Norte durante el mes de febrero de 2007, vendiendo 427,000 unidades. Ultimately, by the end of 2007, the game sold 1.5 million copies worldwide. The game also won numerous awards such as the "Best Action and Adventure Game" and "Best Use of Audio" in the 2007 BAFTA, "Best Debut" award at the 2008 Game Developers Choice Awards, and the Innovation Award at the 2007 Develop Magazine Awards. Game Informer listed it as one of the top 50 games of 2007, citing its unique experience and several other elements, as well as listing the Agents as the number eight "Top heroes of 2007" and listing climbing the tallest building in the city as the number nine "Top Moment of 2007." Various video game websites considered the Crackdown series as one of the best open-world video games to date. The Escapist included it in its "8 Awesome Open World Games" list, stating that "open world games have improved a lot since then, but Crackdown is still a stellar example of the genre." Game Journalist Callum from Pixel Bedlam dubbed Crackdown as one of the most underrated video games of all time, adding also that the game was "more than just a Grand Theft Auto clone on steroids."
The second game also received positive reception in its release, although many critics pointed that it was too similar to its predecessor. While the game was inherently good, it was ranked by many to be one of the most disappointing sequels of its generation. Jim Sterling, during their time at Destructoid, reviewed the game and called it "the most pointless, unnecessary, and insulting "sequels" ever created."
The games left a large impact on the open-world genre. James Hunt of Den of Geek described the first Crackdown game as "the first in a line of original, postmodern superhero creations on games consoles, and great fun to boot." Its formula of controlling super-powered beings in a massive sandbox environment, and using their abilities to cause mayhem and destruction have influenced other video game series such as Infamous, Prototype, Saints Row, The Saboteur, and Just Cause 2. Game creator Brian Fleming was influenced by the climbing and parkour aspects of the first Crackdown in designing the gameplay for Infamous. The series' mainstay gameplay of collecting orbs in an open world environment to increase a character's abilities, was also copied by another similar game called Prototype. Keiichiro Toyama cited Crackdown as a big influence in developing his award-winning game Gravity Rush, stating that he "really liked the aspect of unlocking skills and becoming more powerful, and achieving a higher level of freedom as you become more powerful".